# Drac Màgic
|  | Aquest article tracta sobre el col·lectiu Drac Màgic. Vegeu-ne altres significats a «Drac Màgic (desambiguació)». |

Drac Màgic és una associació, que funciona en règim de cooperativa, fundada el novembre de 1971 a la ciutat de Barcelona per Dolors Manté i que té com a objectiu principal la difusió i estudi de la cultura audiovisual, amb una perspectiva inclusiva i feminista.
El grup, interessat en l'elaboració de propostes didàctiques i programes adreçats al món de l'ensenyament, s'ha centrat des dels seus orígens en l'organització d'activitats culturals mitjançant la realització de cicles especialitzats i mostres de cinema. Des de 1993 organitza a Barcelona la Mostra Internacional de Films de Dones, que fins a 2021 va projectar 1100 films dirigits per dones de més d'un centenar de països.
Membre de l'International Council for Educational Media (ICEM), de l'Association Européene du Cinema pour l'enfance et la jeunesse i de l'Associació de Festivals de Cinema Europeus, des de 1977 forma part de l'Associació Cultural Cavall Fort-Drac Màgic-Rialles, dedicada a la promoció i doblatge al català de films infantils. La primera pel·lícula infantil doblada al català va ser La Ventafocs, pel·lícula txeca dirigida per Václav Vorlícek.

## Vídeo del minut
El Vídeo del minut. Un espai propi, un film col·lectiu. Projecte Internacional de videocreació de dones és una iniciativa de l'associació que neix el 1997 en el marc de la Mostra Internacional de Films de Dones. Posteriorment s'ha anat incorporant a altres mostres i festivals d'àmbit nacional i internacional, com el Festival International de Films de Femmes de Créteil. Cada convocatòria proposa la creació d'una peça realitzada per dones, d'un minut de durada i consistent en un únic pla, a partir d'un eix temàtic. Actualment el Vídeo del Minut, és coordinat i convocat anualment per Trama -que neix el 2002, com a «Coordinadora de Mostres i Festivals de Cinema Vídeo y Multimedia realitzats per dones».

## Reconeixement
La seva tasca ha estat reconeguda amb diversos premis: el Premi Sant Jordi 1980 a la millor pel·lícula infantil, que fou concedit a l'associació que formava amb Cavall Fort i Rialles; el premi Ciutat de Gijón 19820 «per la seva tasca de difusió del cinema a l'escola»; el Premi de Cinematografia de la Generalitat de Catalunya (1983, a la millor distribuïdora; ; 1989, «a la millor contribució personal o col·lectiva que incrementi el patrimoni cinematogràfic de Catalunya»); el premi de la Setmana del Cinema Català de Mataró 1985 a l'associació conjunta amb Cavall Fort i Rialles, «per la seva tasca en favor del català»; el Premi Nacional d'Audiovisual 2005 de la Generalitat de Catalunya. Altres reconeixements que ha rebut són la Placa al treball President Macià (2016), el Premi per al Diversitat en l'Audiovisual (2016), atorgat per la Mesa per a la Diversitat Audiovisual, que és una entitat promoguda pel Consell de l'Audiovisual de Catalunya (CAC).
El 2021, diverses entitats van commemorar el cinquantenari de Drac Màgic. La Filmoteca de Catalunya va organitzar diversos agrupats en les temàtiques «Cinema i història», «Cinema i educació» i «Programació familiar».